# Herbert Duffus
Sir Herbert George Holwell Duffus (ur. 30 sierpnia 1908 w St. Ann's Bay, zm. 25 października 2002) – jamajski działacz państwowy, prawnik, tymczasowy gubernator generalny Jamajki w 1973.
Studiował w Kingston. Był członkiem Jamajskiej Partii Pracy. W 1966 otrzymał tytuł szlachecki "sir". W latach 1968–1973 pełnił funkcję przewodniczącego Sądu Najwyższego Jamajki. Z racji tego stanowiska został tymczasowym gubernatorem generalnym w lutym 1973, w związku z rezygnacją sędziwego Clifforda Campbella. W czerwcu przekazał obowiązki nowemu gubernatorowi Florizelowi Glasspole'owi.